# Ploceus philippinus
El tejedor baya (Ploceus philippinus) es una especie de ave paseriforme de la familia Ploceidae que se encuentra en todo el subcontinente indio y el sudeste asiático. Las bandadas de estas aves se encuentran en pastizales, áreas cultivadas, matorrales y vegetación secundaria y son mejor conocidas por sus nidos en forma de retortas colgantes tejidas con hojas. Estas colonias se encuentran generalmente en árboles espinosos o en hojas de palma y los nidos son construidos a menudo cerca o colgando sobre el agua donde los depredadores no pueden llegar fácilmente. Está muy extendido y es común dentro de su área de distribución, pero son propensos a movimientos locales de temporada, principalmente en respuesta a la lluvia y la disponibilidad de alimentos.
Entre las variaciones de población, se reconocen tres subespecies. La subespecie nominal philippinus es encontrada en la India, y burmanicus en el Sudeste Asiático. La población en el suroeste de la India es más oscura por encima y es denominada travancoreensis.

## Descripción
Son del tamaño de un gorrión (15 cm) y en su plumaje de la época no reproductiva, tanto machos como hembras se parecen a la hembra del gorrión común. Tienen el pico cónico y fuerte con la cola corta y cuadrada. Los machos no reproductores y las hembras son similares, de color marrón oscuro veteado de ante leonado por encima, blanquecino leonado (sin rayas) por debajo, largas cejas de color ante y sin máscara. Los machos reproductores tienen una corona de color amarillo brillante, máscara de color marrón oscuro, pico marrón negruzco, las partes superiores de color marrón oscuro con rayas de color amarillo, el pecho amarillo y la parte inferior de color crema ante.

## Comportamiento y ecología

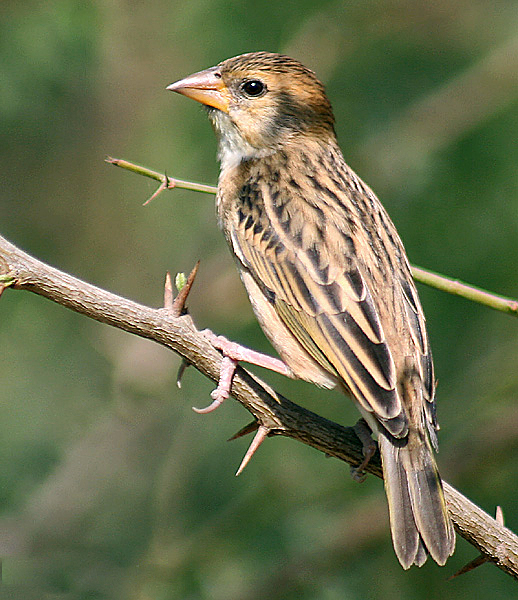
Tejedor baya (Ploceus philippinus) Haryana, India.

Son aves sociales y gregarias. Se alimentan en bandadas de semillas, tanto en las plantas como en el suelo. Los grupos vuelan en formaciones cercanas, a menudo realizando maniobras complicadas. Son conocidos para espigar el arroz y otros granos en los campos cosechados, y ocasionalmente dañan los cultivos en maduración, por lo tanto a veces son considerados como plagas. Se posan en cañaverales que bordean los cuerpos de agua. Dependen de hierbas silvestres, tales como el pasto guinea (Panicum maximum) así como de cultivos como el arroz, tanto para su comida (se alimentan de plantas de semillero en la etapa de germinación, así como en las etapas tempranas del grano) como para material de nidificación. También se alimentan de insectos (incluyendo mariposas), a veces caza pequeñas ranas, geckos y moluscos, sobre todo para alimentar a sus crías. Sus movimientos estacionales se rigen por la disponibilidad de los alimentos. Sus llamadas son un continuo chit-chit-... a veces terminando en un sibilante cheee-eee-ee que es producida por los machos en un coro. Una llamada de menor intensidad se produce en la temporada no reproductiva.
Son conocidos en ocasiones por descender al suelo y entregarse a los baños de arena.

## En la cultura
Una creencia popular extendida en la India es que el baya adhiere luciérnagas con barro a las paredes del nido para iluminar el interior del nido por la noche. Sin embargo, se conoce que la arcilla es utilizada en los nidos de los tejedores baya. A los machos solo se han visto añadir manchas de barro y estiércol a la cámara del nido antes de su apareamiento con una hembra. Se ha sugerido que la arcilla puede ayudar a estabilizar el nido durante vientos fuertes.
En épocas anteriores, el tejedor de Baya fue entrenado por artistas de la calle en la India para el entretenimiento. Podrían recoger objetos bajo el mando de sus entrenadores. Eran entrenados para disparar cañones de juguete, ensartar cuentas, recoger monedas y otros objetos. Estos usos se han observado desde los tiempos de Akbar.

El baya es como un gorrión salvaje, pero de color amarillo. Es extremadamente inteligente, obediente y dócil. Toma pequeñas monedas de la mano y las lleva a su amo, y llega con una llamada desde grandes distancias. Sus nidos son tan ingeniosamente construidos como para desafiar a los artesanos más hábiles.
Āīn (trans. Jarrett), iii. 122. (ca. 1590) citado en el Hobson Jobson